# Gondiswil
Gondiswil é uma comuna da Suíça, no Cantão Berna, com cerca de 732 habitantes. Estende-se por uma área de 9,37 km², de densidade populacional de 78 hab/km². Confina com as seguintes comunas: Auswil, Fischbach (LU), Grossdietwil (LU), Huttwil, Madiswil, Melchnau, Reisiswil, Ufhusen (LU).
A língua oficial nesta comuna é o Alemão.